# Отводное (Рязанская область)
Отводное — деревня в Рязанском районе Рязанской области. Входит в Заборьевское сельское поселение.

## География
Находится в центральной части Рязанской области на расстоянии приблизительно 31 км на север-северо-восток по прямой от вокзала станции Рязань I в левобережной части района.

## История
Наиболее раннее картографическое отображение существования деревни (тогда поселок Отводный) представлено на карте 1941 года.

## Население
Численность населения: 9 человек в 2002 году (русские 89 %), 11 в 2010.